# Aaron Spelling
Aaron F. Spelling (22. travnja 1923. – 23. lipnja 2006.) bio je američki filmski i televizijski producent. Trenutačno drži rekord kao najprofitabilniji svjetski televizijski producent ikada.

## Mladost
Spelling je rođen u Dallasu, u saveznoj američkoj državi Teksasu, od strane roditelja poljskih imigranata. Pohađao je srednju školu Forest Avenue, a nakon odsluženja vojnog roka, pohađa sveučilište Southern Methodist, gdje diplomira 1949. Godine 1953. oženio se s glumicom Carolyn Jones, i otada žive u Kaliforniji.

## Hollywoodska karijera i život
Spelling je prodao svoj prvi scenarij kazalištu "Jane Wyman Theater" 1954. godine. Napisao je, između ostalog, "Playhouse 90" i "Last Man" za Dicka Powwela. Kasnije, postaje glumac, a dosad je ostvario 22 uloge u mnogim showovima i serijama, a možda je najpoznatija ona u seriji "Gunsmoke" koja se emitirala od 1956. do 1997. Tijekom 50-ih godina 20. stoljeća, Spelling se pridružio Powellovoj „Four Star Television Productions“.
Nakon Powellove smrti, Spelling s Dannyjem Thomasom osniva „Thomas-Spelling Productions“. Njihov prvi uspjeh bila je televizijska serija "The Mod Squad". U razdoblju od 1957. do 1974. potpisao je 14 televizijskih produkcija, a u to vrijeme počinje surađivati sa Shelleyem Hullom, koji je uz Spellinga radio i na "The Rookies" i "Charlijevi anđeli". Hull je također radio sa Spellingom i 1976. u ABC-jevu filmu "The Boy in the Plastic Bubble" ( Dječak u plastičnom balonu ), gdje je glavnu ulogu imao, tada mladi, John Travolta. Spelling je režirao i jednu epizodu "The Conchita Vasquez Story" hit serije "Wagon Train".
1965. godine, Spelling se razvodi od Carolyn, a 1968. ženi se Carol Jean Marer, koja je kasnije uzela ime Candy Spelling. Aaron postaje otac Victorije Davey Spelling i Randalla Gene Spellinga, koji su kao tinejdžeri postali glumačke zvijezde, javnosti poznatiji pod imenima Tori Spelling i Randy Spelling. Često su se pojavljivali u očevim produkcijama, poput serije "Beverly Hills 90210".
1972. godine osniva "Aaron Spelling Productions" i još jednu koprodukcijsku kompaniju u suradnji s Leonardom Goldbergom. Godine 1986. njegova kompanija postaje poznatija kao "Spelling Entertainment". U to je vrijeme Spelling također producirao i NBC-jevu sapunicu "Sunset Beach", gdje je čak i gostovao kao jedan od muževa lika Bette koju je tumačila glumica Kathleen Noone. U razdoblju od 1992. – 2005. pojavio se u 27 programa. Nakon 2000. godine, Spelling rijetko daje intervjue, a kontrolu nad njegovom firmom preuzima E. Duke Vincent, i direktor kompanije Jonathan Levin.
Godine 2004., Spellinga u NBC-jevom filmu "Behind the Camera: The Unauthorized Story of Charlie's Angels", tumači glumac Dan Castellaneta.

## Značajne produkcije
Spelling je napravio više od 200 uspješnih produkcija počevši s "Zane Grey" 1956. Njegova najuspješnija televizijska dostignuća su : "Beverly Hills 90210", "Melrose Place", "Starsky i Hutch", "Čarobnice", "Family", "Hotel", "The Rookies", "Charlijevi anđeli", "The Love Boat ", "Fantasy Island", "Vega$", "Hart to Hart", "Dinastija", " The Colbys", "T.J. Hooker", "Nightingales", "Twin Peaks", "Kindred: The Embraced", "U sedmom nebu", "Burke's Law", "Honey West", "The Mod Squad", "S.W.A.T." i "Sunset Beach".
Također je producirao i NBC-jevu seriju "Titans" te 2005. godine seriju "Summerland".
Uz to, producirao je i HBO-ovu miniseriju "And the Band Played On", prema bestselleru Randyja Shiltsova. Mini serija je osvojila nagradu Emmy.

## Bolest, tužba i smrt
2001. Spellingu je dijagnoziran rak glasnica. 28. siječnja 2006., Spellinga tužila bivša medicinska sestra koja ga je optužila za seksualno napastovanje, diskriminaciju, napad itd. 18. lipnja 2006., Spelling je doživio moždani udar na svom imanju Holmby Hills u Los Angelesu, u Kaliforniji. Umro je pet dana nakon toga, 23. lipnja 2006. u dobi od 83 godine. Privatni pogreb održan je sedam dana nakon smrti i Spellingovo je tijelo položeno u mauzolej u Hillside Memorial Parku u Kaliforniji.